# Atkins, Arkansas
Atkins là một thành phố thuộc quận Pope, tiểu bang Arkansas, Hoa Kỳ. Năm 2010, dân số của thành phố này là 3016 người.

## Dân số
- Dân số năm 2000: 2878 người.
- Dân số năm 2010: 3016 người.